# Daniel Bogusz
Daniel Bogusz (* 21. September 1974 in Warschau, Polen) ist ein ehemaliger polnischer Fußballspieler.
1992 bis 1993 spielte der Innenverteidiger für Jagiellonia Białystok. Dann wechselte er zu Widzew Łódź, für das er zwischen 1993 und 2002 unter anderem fünfmal in der Champions League und 19-mal im UEFA-Pokal aktiv war. Zwischen 2002 und 2005 war er Spieler bei Arminia Bielefeld. Seit 2005 spielte er für die Sportfreunde Siegen. Am 29. Mai 2011 machte er beim NRW-Liga-Spiel gegen Westfalia Rhynern sein letztes Spiel und wurde nach 177 Spielen verabschiedet.
Im Oktober 2011 wurde Bogusz Trainerassistent beim damaligen Gruppenligisten TSV Steinbach. Nach der Beurlaubung von Chef-Trainer Peter Cestonaro am 23. Oktober 2015 übernahm er vorübergehend dessen Position, bis mit Thomas Brdarić ein neuer Cheftrainer seine Arbeit aufnahm.

## Erfolge
- 2× Polnischer Meister (1996, 1997)
- 1× Polnischer Supercupsieger (1996)

## Statistik
- Bundesliga 22 Spiele/0 Tore
- 2. Bundesliga 62 Spiele/3 Tore
- Regionalliga 60 Spiele/6 Tore
- DFB-Pokal 5 Spiele/0 Tore
- 1. Polnische Liga 238 Spiele/20 Tore
- Polnische Fußballnationalmannschaft 2 Spiele/0 Tore